# Horodnie, Bilovodsk
Horodnie (în ucraineană Городнє) este un sat în comuna Danîlivka din raionul Bilovodsk, regiunea Luhansk, Ucraina.

## Demografie
Componența lingvistică a localității Horodnie
     Ucraineană (83,47%)
     Rusă (16,1%)
     Alte limbi (0,42%)
Conform recensământului din 2001, majoritatea populației localității Horodnie era vorbitoare de ucraineană (83,47%), existând în minoritate și vorbitori de rusă (16,1%).